# Ophioglossum polyphyllum
Ophioglossum polyphyllum là một loài dương xỉ trong họ Ophioglossaceae. Loài này được A. Braun ex Schub. mô tả khoa học đầu tiên năm 1844.